# Saneroite
La saneroite è un minerale.